# Julian Bell

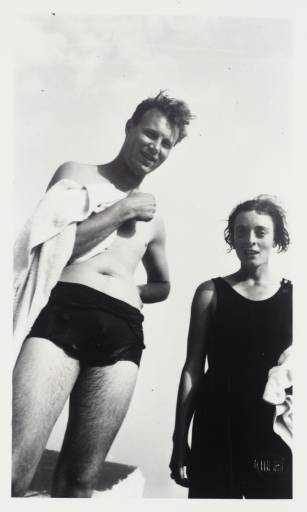
Julian Bell (links)

Julian Heward Bell (Londen, 4 februari 1908 - Brunete (bij Madrid),18 juli 1937) was een Britse dichter. Hij was de zoon van de recensent Clive Bell en Vanessa Bell, de zuster van Virginia Woolf. Zijn broer, Quentin, werd ook schrijver.
Julian bracht het grootste deel van zijn jeugd door in Charleston Farmhouse, Sussex. Hij studeerde aan Cambridge, waar hij lid werd van de Cambridge Apostles, een prestigieuze studentenvereniging. Twee van zijn vrienden, Guy Burgess en Anthony Blunt, bleken later spionnen voor de Sovjet-Unie te zijn. In 1935 vertrok Bell naar China om docent Engels te worden aan de Wuhan Universiteit. Ten tijde van de Spaanse Burgeroorlog ging hij naar Spanje om tegen Franco te vechten; hij stierf toen de ambulance waarin hij zat onder vuur werd genomen tijdens de Slag om Brunete.

## Gerelateerde onderwerpen
- De Cambridge Five
- Virginia Woolf

- Biblioteca Nacional de España: XX1445763
- Bibliothèque nationale de France: cb16626005m (data)
- Catàleg d'autoritats de noms i títols de Catalunya: 981058615039306706
- CiNii: DA15608477
- Gemeinsame Normdatei: 129199877
- International Standard Name Identifier: 0000 0000 8104 8663
- Library of Congress Control Number: n83148398
- Nationale Bibliotheek van Israël: 987007275623805171
- Nederlandse Thesaurus van Auteursnamen: 070261261
- LIBRIS: 269455
- SNAC: w6tq740t
- Système universitaire de documentation: 161120334
- Trove: 1103348
- Virtual International Authority File: 25676354
- WorldCat: E39PBJgXcJDyf7dkfGwMh7yyBP